# Nassarius adami
Nassarius adami is een slakkensoort uit de familie van de Nassariidae. De wetenschappelijke naam van de soort is voor het eerst geldig gepubliceerd in 1989 door Arthur & Fernandes.